# 陈大镇 (涡阳县)
陈大镇，是中华人民共和国安徽省亳州市涡阳县下辖的一个乡镇级行政单位。

## 行政区划
陈大镇下辖以下地区：
大王村、郑寨村、郑庄户村、孙老家村、张集村、于楼村、杨楼村、中心村、王桥村、姜洼村、尹庄村、史韩村、三徐村、邓柚村和黄庄村。